# Moscheea Laleli
Moscheea Laleli este o moschee din orașul Istanbul, Turcia. Numele ei vine de la mica suburbie Laleli dlin cartierul Fatih al Istanbulului.

## Istorie și arhitectură
Moscheea a fost construită între anii 1760-1783, de către arhitectul Mehmed Tahir, din ordinul sultanului Mustafa al III-lea. Ea este o combinație a arhitecturii otomane cu arhitectura barocă, de influență europeană.
Complexul a fost distrus de un incendiu în anul 1783, la scurt timp după finalizarea sa și a fost imediat reconstruit. În anul 1911 a avut loc un alt incendiu care a avariat moscheea, dar a fost din nou restaurată.
Moscheea Laleli are o curte interioară spațioasă, cu porți ,opt coloane, o fântână de abluțiune și minarete. Minaretele sunt în număr de două și au vârful în formă de bulb, spre deosebire de cele mai multe moschei otomane ce au minaretele ascuțite. Moscheea mai are un dom ce este sprijinit de opt arcuri și are un diametru de 12,5 metri și o înălțime totală de 24,5 metri. Ea mai cuprinde și un complex religios cu școli, săli de mese etc.
Interiorul este frumos decorat cu pereții săi din blocuri de marmură pictați maro, roșu, albastru și galben. Mihrabul și minbarul sunt bogat decorate cu marmură prețioasă, iar interiorul este bine luminat fiind dotat cu vitralii.

## Galerie de imagini

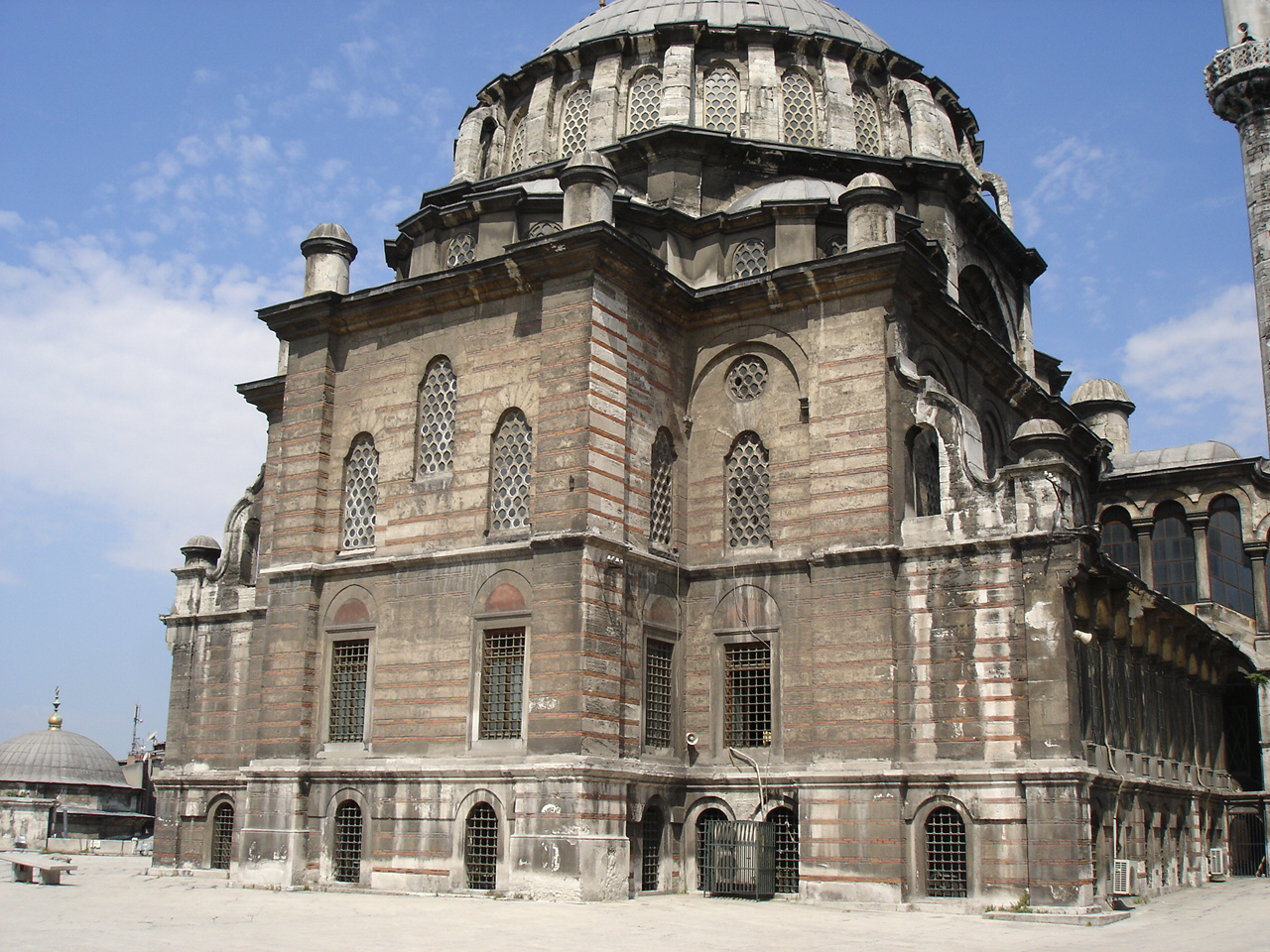
Vedere din spate.
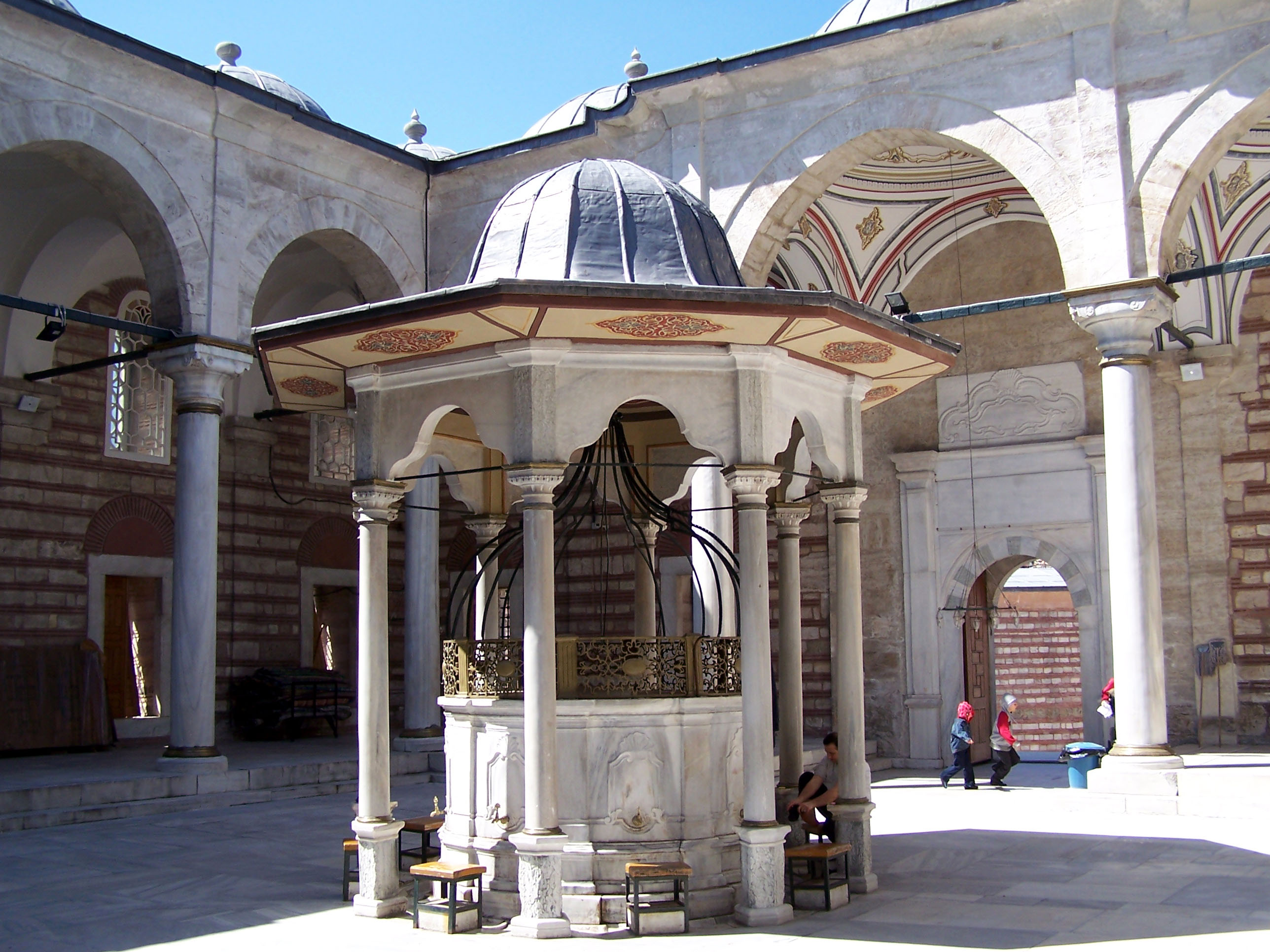
Fântâna.
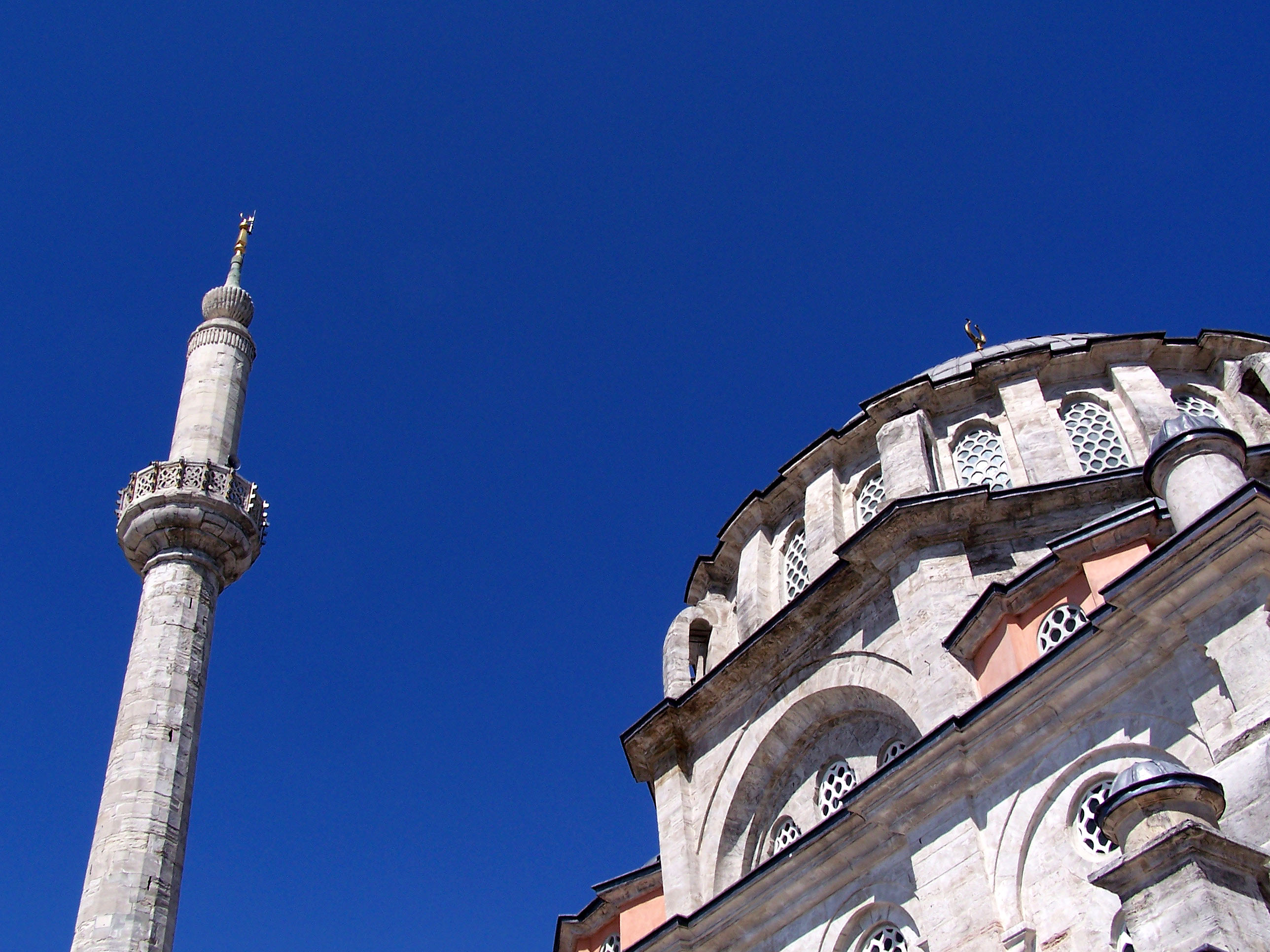
Domul și un minaret.
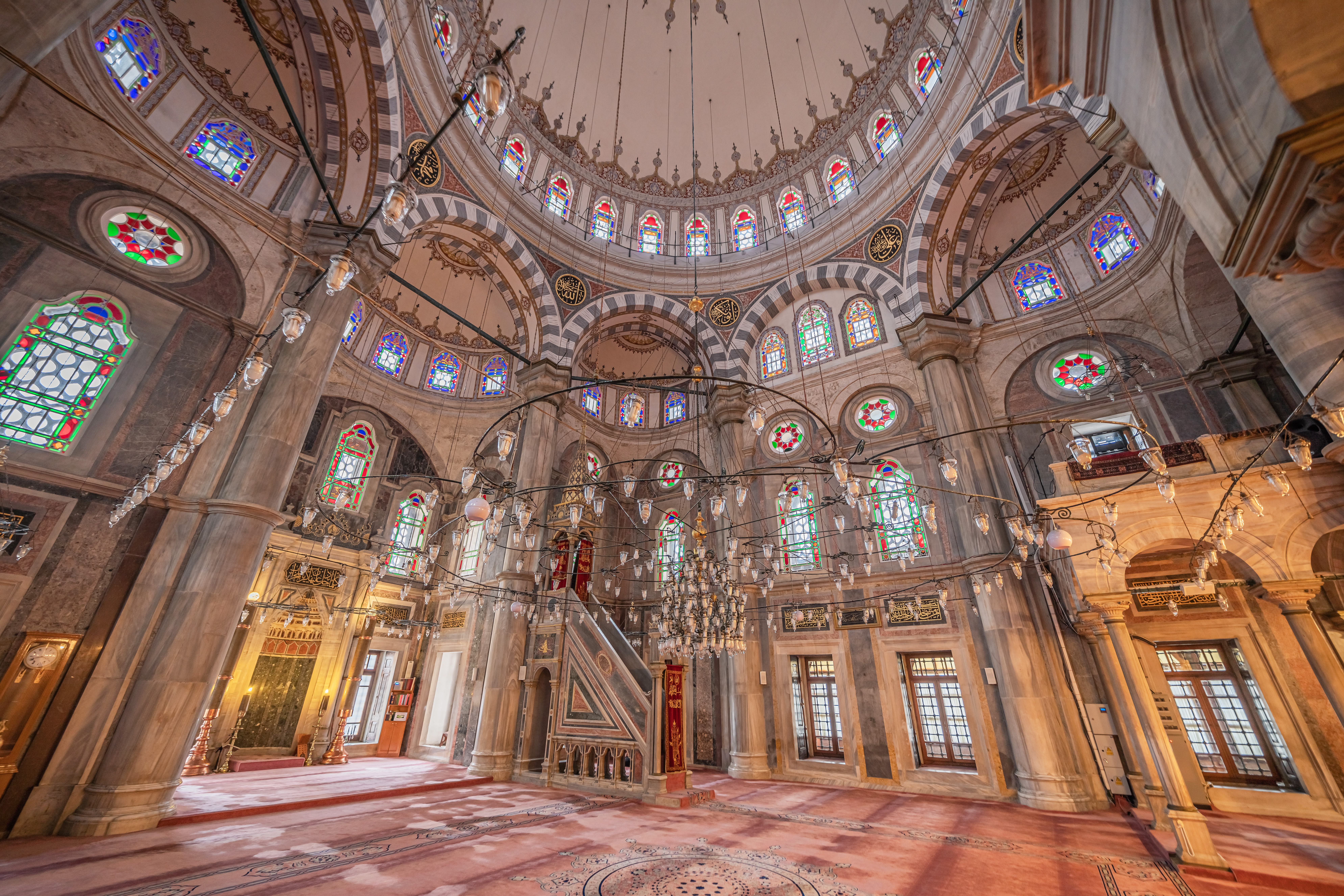
Interiorul.
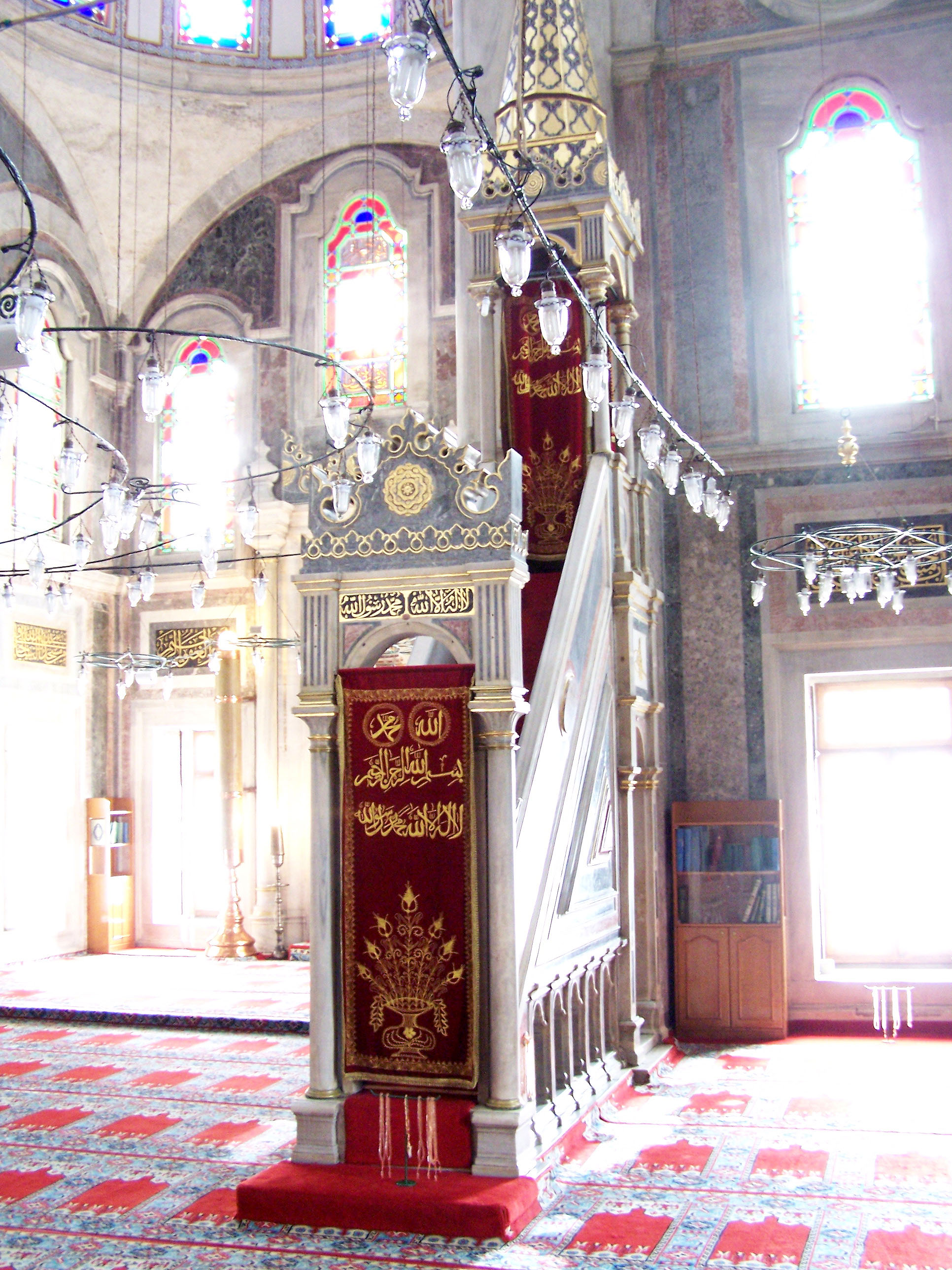
Minbarul.